# Choriactis impatiens
Choriactis impatiens är en havsanemonart som först beskrevs av Couthouy in Dana 1846.  Choriactis impatiens ingår i släktet Choriactis och familjen Sagartiidae. Inga underarter finns listade i Catalogue of Life.